# Kråkeholmen
Ne doit pas être confondu avec Kråkeholmen (Sveio).
Kråkeholmen est une commune et une île dans le landskap Sunnhordland du comté de Vestland. Elle appartient administrativement à Fitjar.

## Géographie
Rocheuse et désertique à l'exception de quelques bosquets en son centre, à fleur d'eau, elle s'étend sur environ 130 m de longueur pour une largeur approximative de 90 m.  